# 294

## Догађаји
- Гај Флавије Валерије Констанције Цезар и Гај Галерије Валерије Максимијан Цезар су римски онзули

- Антиримски устанак предвођен Ахилом у Египту.
- Диоклецијанова монетарна реформа.

- Персијски шаханшах Нарсех побеђује јерменског краља Тиридата III и приморава га да побегне у Римско царство.